# Hamme (Flandria Wschodnia)
Hamme – miejscowość i gmina (gemeente) w Belgii, w Regionie Flamandzkim, w prowincji Flandria Wschodnia, w okręgu Dendermonde.

## Podział administracyjny
W skład gminy wchodzi jedna dzielnica (deelgemeente):
- Moerzeke

## Demografia
- Źródła: NIS, od 1806 do 1981= według spisu; od 1990 liczba ludności w dniu 1 stycznia

1 stycznia 2024 całkowita populacja Hamme liczyła 25 554 osoby. Łączna powierzchnia gminy wynosi 40,53 km², co daje gęstość zaludnienia 630 mieszkańców na km².